# Same (Manufahi)
Same (gesprochen Sah-may) ist die Hauptstadt der osttimoresischen Gemeinde Manufahi. Während der portugiesischen Kolonialzeit war auch die Gemeinde nach ihrer Hauptstadt benannt. 1936 wurde Same von den Portugiesen, nach dem ehemaligen Gouverneur von Portugiesisch-Timor Filomeno da Câmara de Melo Cabral, in Vila Filomeno da Câmara umbenannt. Doch der Name setzte sich nicht durch und einige Jahre nach dem Zweiten Weltkrieg kehrte man zum alten Namen zurück.

## Geographie
| Ortsteile von Same                           |                     |       |            |                     |       |
| Orte                                         | Position            | Höhe  | Orte       | Position            | Höhe  |
| Akadiruhun                                   | 9° 1′ S, 125° 39′ O | 278 m | Babulo     | 9° 1′ S, 125° 39′ O | 246 m |
| Cotalala                                     | 9° 0′ S, 125° 39′ O | 384 m | Lapuro     | 9° 2′ S, 125° 39′ O | 246 m |
| Lia-Nai                                      | 9° 1′ S, 125° 38′ O | 457 m | Maibuti    | 9° 1′ S, 125° 38′ O | 332 m |
| Manico 1                                     | 9° 0′ S, 125° 39′ O | 384 m | Manico 2   | 9° 0′ S, 125° 38′ O | 425 m |
| Manikun                                      | 9° 1′ S, 125° 38′ O | 578 m | Nunu-Fu    | 9° 1′ S, 125° 39′ O | 332 m |
| Raimera                                      | 9° 1′ S, 125° 39′ O | 348 m | Rai-Ubo    | 9° 0′ S, 125° 39′ O | 411 m |
| Ria-Lau                                      | 9° 1′ S, 125° 39′ O | 348 m | Same       | 9° 0′ S, 125° 39′ O | 384 m |
| Searema                                      | 9° 1′ S, 125° 39′ O | 332 m | Uma-Liurai | 9° 1′ S, 125° 39′ O | 301 m |
| Karte mit allen Koordinaten : OSM \| WikiMap |                     |       |            |                     |       |

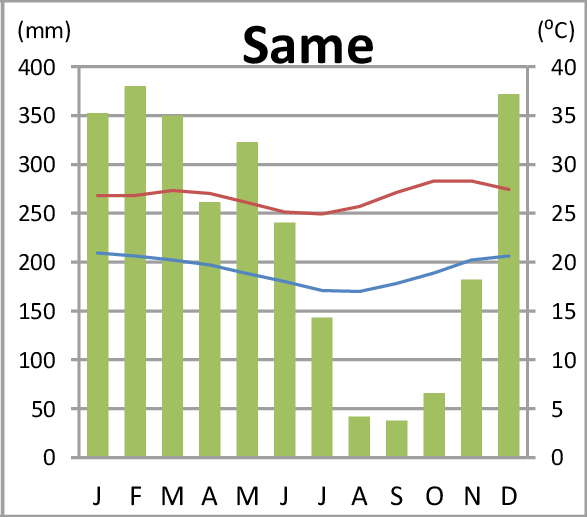
Klimadiagramm von Same

Die Stadt liegt im Inselinneren, 49 km südlich von der Landeshauptstadt Dili, auf einer Meereshöhe von 384 m im Verwaltungsamts Same. Nordwestlich liegen die Cablac-Berge (Cabalaki). Das Zentrum befindet sich im Suco Letefoho. Hier liegen die Ortsteile Ria-Lau (Rialau), Manico 1, Manico 2, Cotalala (Kotalala), Rai-Ubo (Raiubu) und Akadiruhun. Die Vororte Manikun, Lia-Nai (Lianai), Maibuti (Maihuti), Raimera (Raimerak), Searema (Scarema, Serema), Uma-Liurai (Umaliurai, Umahurai), Nunu-Fu (Nunufu), Babulo und Lapuro (Laiuru) liegen im Suco Babulo. Der Verwaltungssitz des Verwaltungsamts Same liegt nördlich im Suco Holarua. Eine Überlandstraße führt von Same nach Maubisse im Norden und Betano im Süden. Eine Abzweigung führt nach Alas und Welaluhu im Osten.
In Same liegen eine Vorschule, sechs Grundschulen, drei Prä-Sekundärschulen und eine Sekundärschule, die Escola Secundária Ensino Técnico Vocacional Same. Außerdem gibt es eine Polizeistation, einen Hubschrauberlandeplatz und ein kommunales Gesundheitszentrum. Die Geburtenklinik wurde von Monacos Fürsten Albert II. am 19. April 2008 eingeweiht und nach seinem Vater Fürst Rainier III. benannt. Vom alten Marktgebäude sind seit seiner Zerstörung durch die Indonesier nur noch die Betonmauern übrig. Ebenfalls in Ruinen liegt die Ave-Maria-Kirche. Sie wurde aber bereits im Zweiten Weltkrieg durch die Japaner zerstört. Am Rande des Ortes liegt der Fatu Maromak, ein kleiner Berg mit Marienschrein und einer kleinen Höhle.

## Einwohner

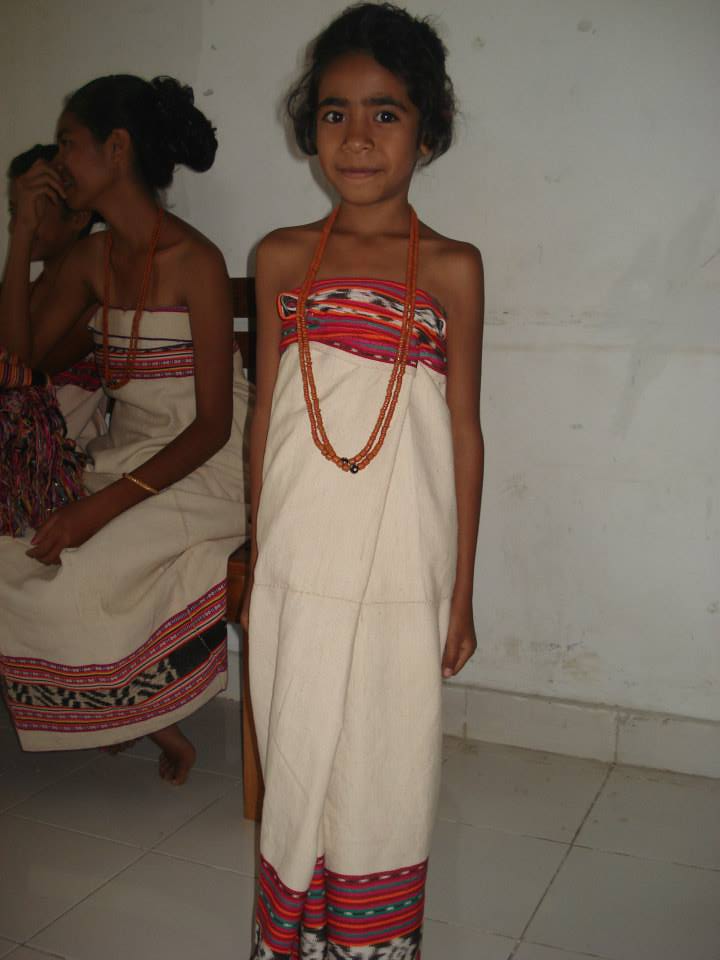
Mädchen in traditioneller Tracht in Same

Same hat 7.191 Einwohner (Stand 2022). 1.869 leben im Suco Babulo, 5.322 im Suco Letefoho.

## Geschichte

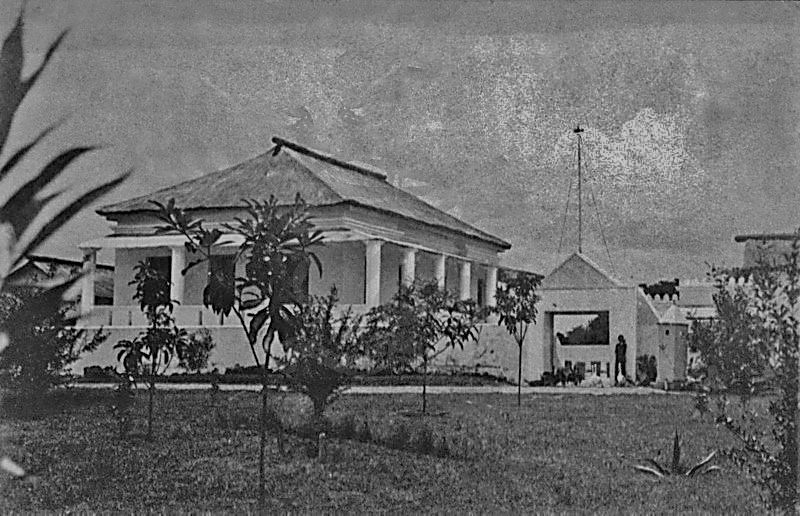
Der portugiesische Militärposten in Same (1908)

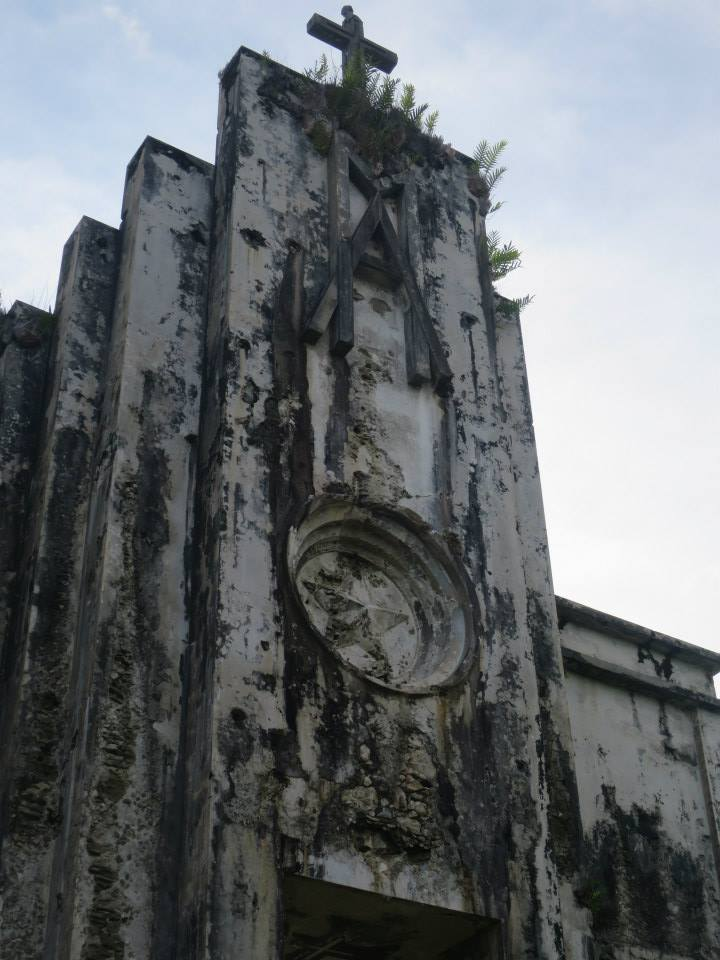
Ruinen der Ave-Maria-Kirche von Same

Same war die Hauptstadt des Reiches von Manufahi. Boaventura, der Liurai von Manufahi und sein Vater Duarte führten zwischen 1895 und 1912 mehrere große Revolten gegen die damalige portugiesische Kolonialmacht an. Boaventura vereinigte dabei mehrere timoresische Reiche zur größten Widerstandsbewegung, auf die die Portugiesen während der Kolonialzeit auf Timor trafen. Erst während der Rebellion von Manufahi 1911/12 wurde mit loyalen Timoresen und portugiesisch-afrikanischen Truppen aus Mosambik und teils sogar aus Angola der Aufstand endgültig geschlagen und Boaventura in Betano gefangen genommen. Er starb kurz darauf auf der Insel Atauro. Osttimoresische Quellen schätzen, dass bei der letzten Revolte zwischen 15.000 und 25.000 Menschen getötet und viele Tausend mehr gefangen genommen und eingekerkert wurden.
Während des Zweiten Weltkriegs wurde Portugiesisch-Timor von den Japanern besetzt. Ihnen widersetzten sich, während der Schlacht um Timor, australische Truppen im Guerillakampf. Zunächst besetzten die Australier Same 1942, im Verlauf des Jahres dann die Japaner. Von hier aus konnten die Japaner die australischen Evakuierungsaktionen an der Südküste bedrohen. Aufgrund der beidseitigen Besetzung wurde Same mehrmals von Japanern und Australiern bombardiert. Der portugiesische Militärposten und das Hospital wurden zerstört, von der alten katholischen Kirche stehen am Rande der Stadt noch heute die Ruinen als Erinnerung an den Krieg.

Same 1945
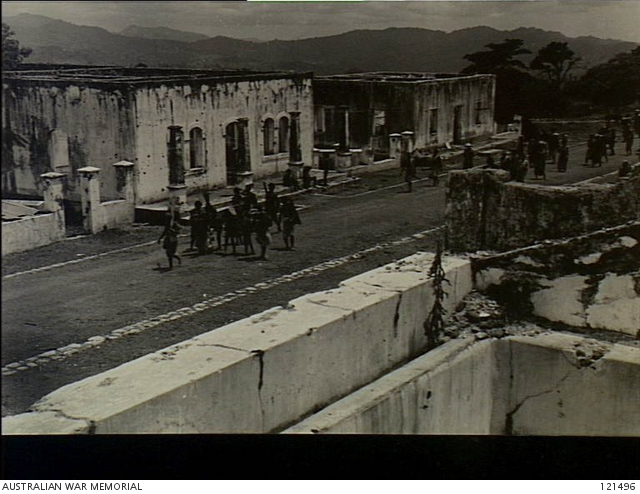
Durch Bomben zerstörte Gebäude an der Straße von Same
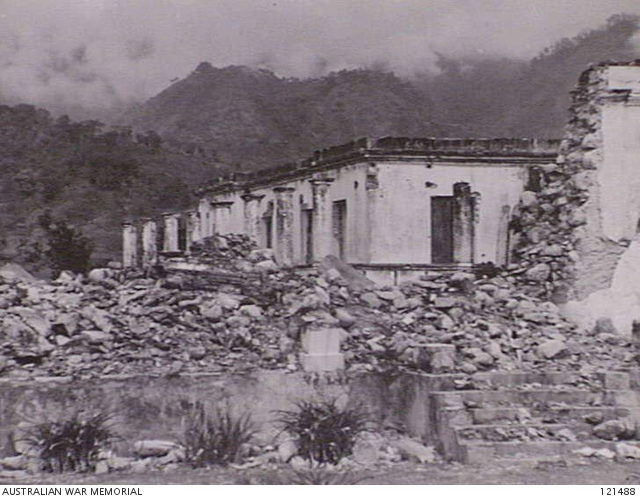
Überreste des portugiesischen Militärpostens von Same
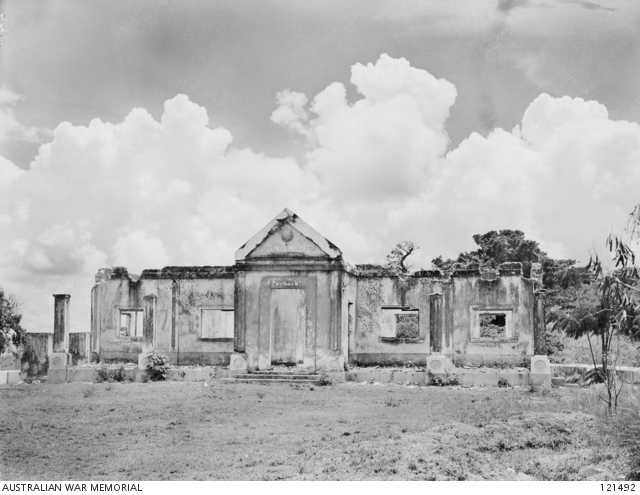
Durch Bomben zerstörtes Krankenhaus in Same

1956 wurde Same zum Hauptort des neugegründeten Kreises Same, dem heutigen Manufahi.
1975 marschierten die Indonesier in Osttimor ein. Truppen landeten im Februar 1976 in Betano und stießen nach Norden vor. In Same befand sich zu diesem Zeitpunkt ein Gefangenenlager der FRETILIN für Mitglieder der UDT und der APODETI, die im Bürgerkrieg 1975 gefangen genommen worden waren. Angesichts der heranrückenden Indonesier begann man Gefangene hinzurichten.
Im Juli 1976 war Same besetzt. Ende 1979 gab es in Same ein indonesisches Lager für Osttimoresen, die zur besseren Kontrolle von den Besatzern umgesiedelt werden sollten.
1999 wurde die Stadt Same, während der Unruhen im Umfeld des Unabhängigkeitsreferendum in Osttimor, nahezu komplett von pro-indonesischen Milizen zerstört. 2001 wurde in Boroondara (Bundesstaat Victoria/Australien) der Freundschaftskreis Friends of Same gegründet, der Hilfsprojekte in der Region unterstützt.
Am 1. März 2007 wurde der flüchtige Rebellenführer Alfredo Reinado in Same zusammen mit 150 Mann von australischen ISF-Soldaten eingeschlossen. Zu ihm gesellten sich Gastão Salsinha, ein weiterer Anführer der rebellierenden Soldaten und der unabhängige Parlamentsabgeordneter Leandro Isaac, um ihn zu unterstützen. Etwa hundert Einwohner flohen aus den Ort. Am 4. März stürmte die australische Armee mit Unterstützung von Hubschraubern und gepanzerten Fahrzeugen den Ort. Fünf Rebellen starben dabei, während von den Australiern niemand verletzt wurde. Reinado gelang die Flucht, ebenso Gastão Salsinha und seinen Männern. Leonardo Isaac blieb unverletzt. Einige Rebellen konnten gefangen genommen werden.

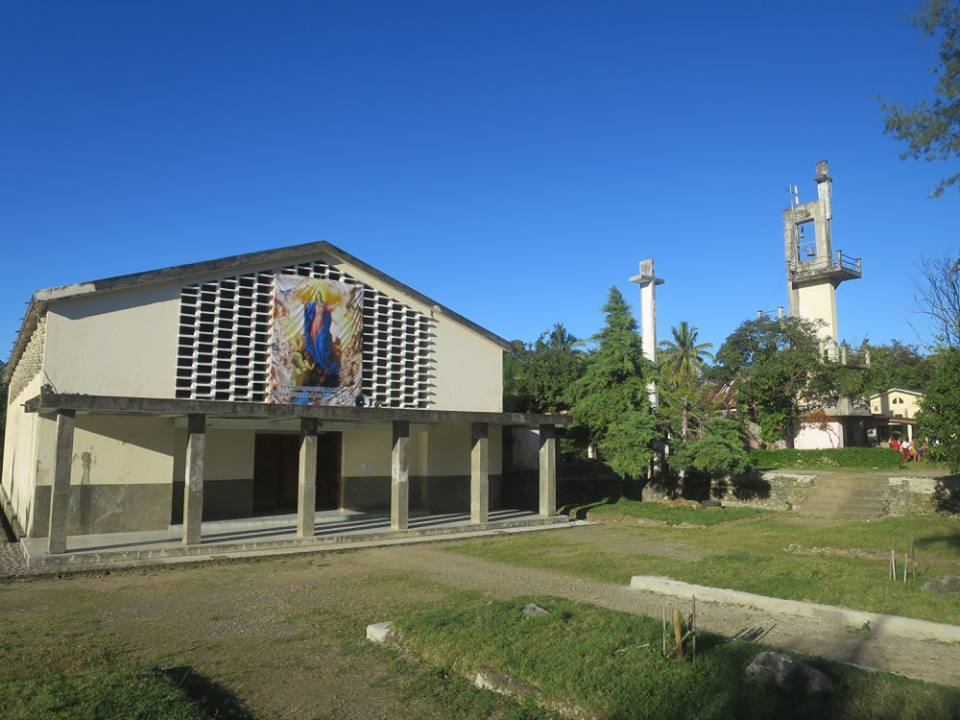
Die moderne Kirche von Same (2016)
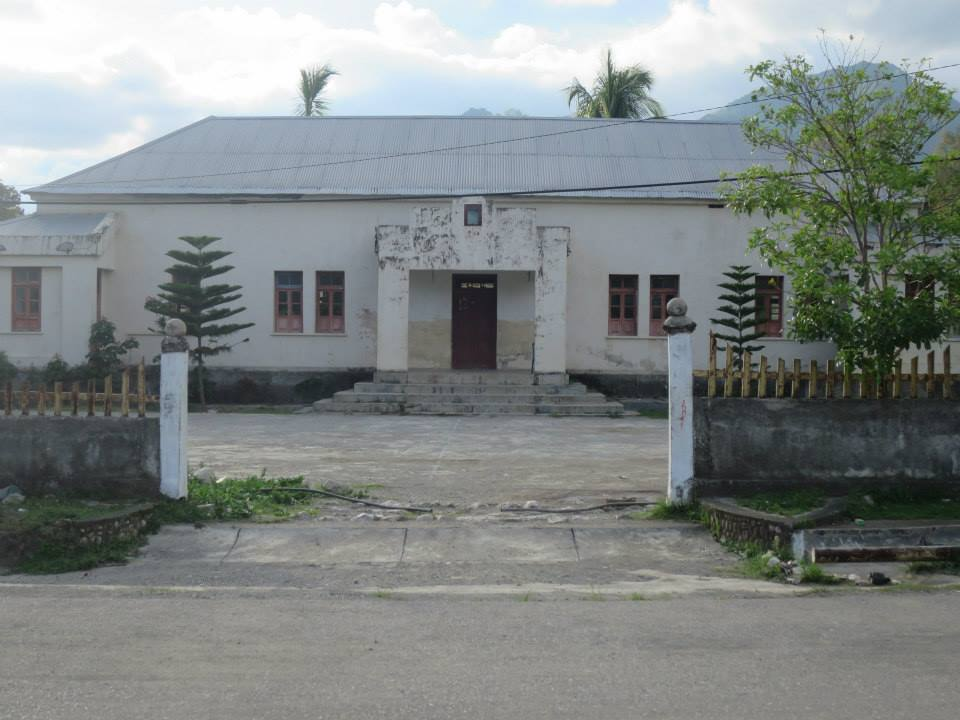
Haus der Pfadfinder
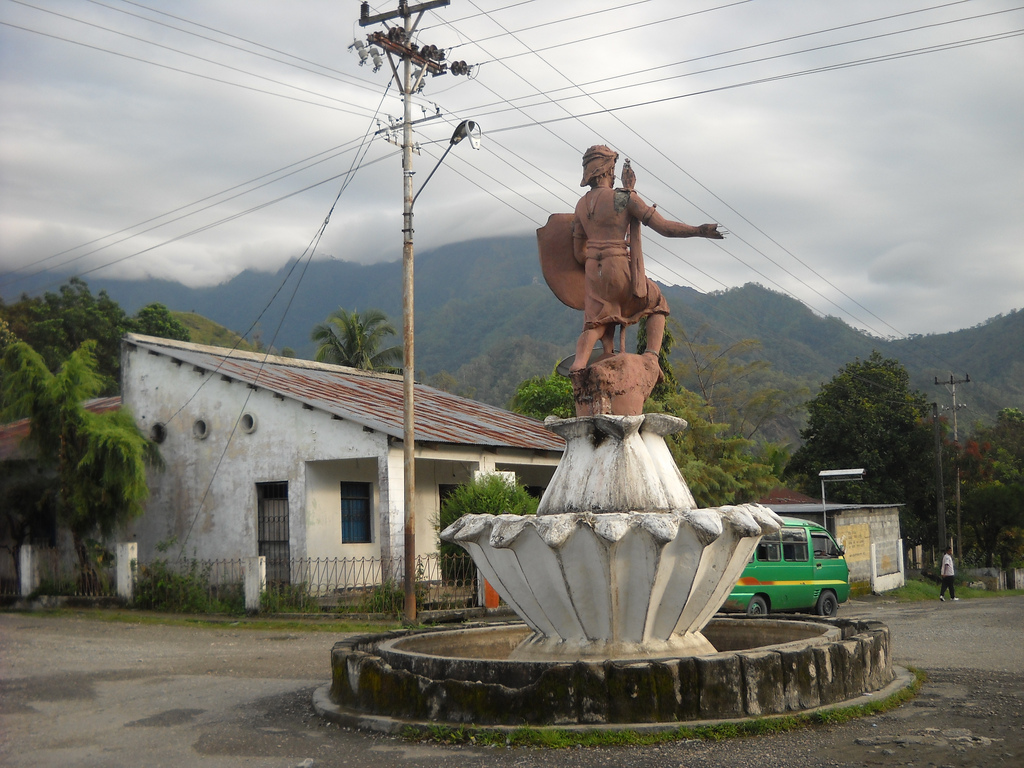
Statue in Same, 2010 …
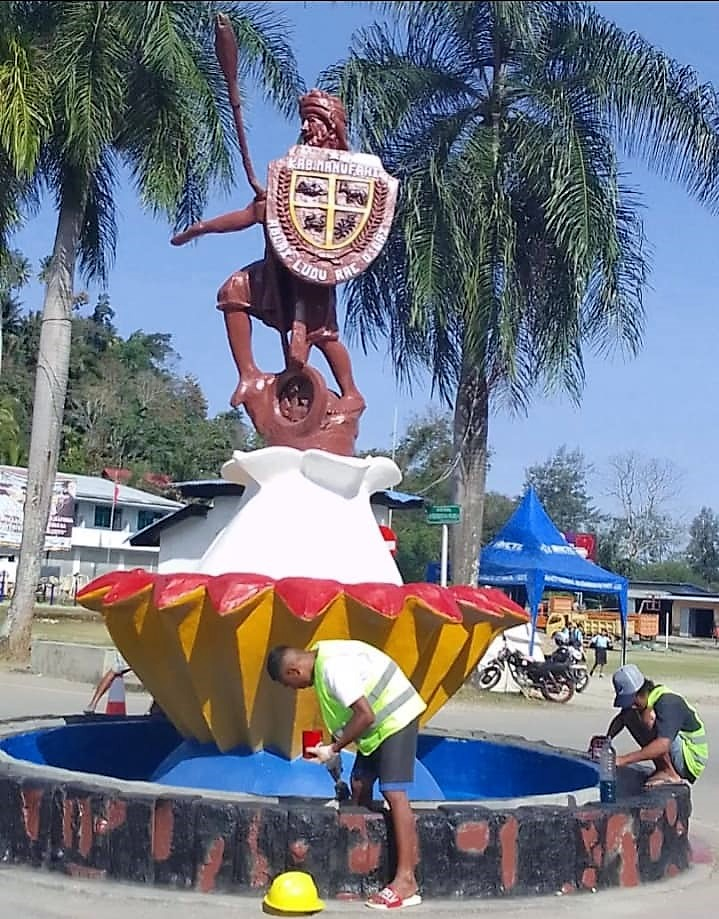
… und 2022
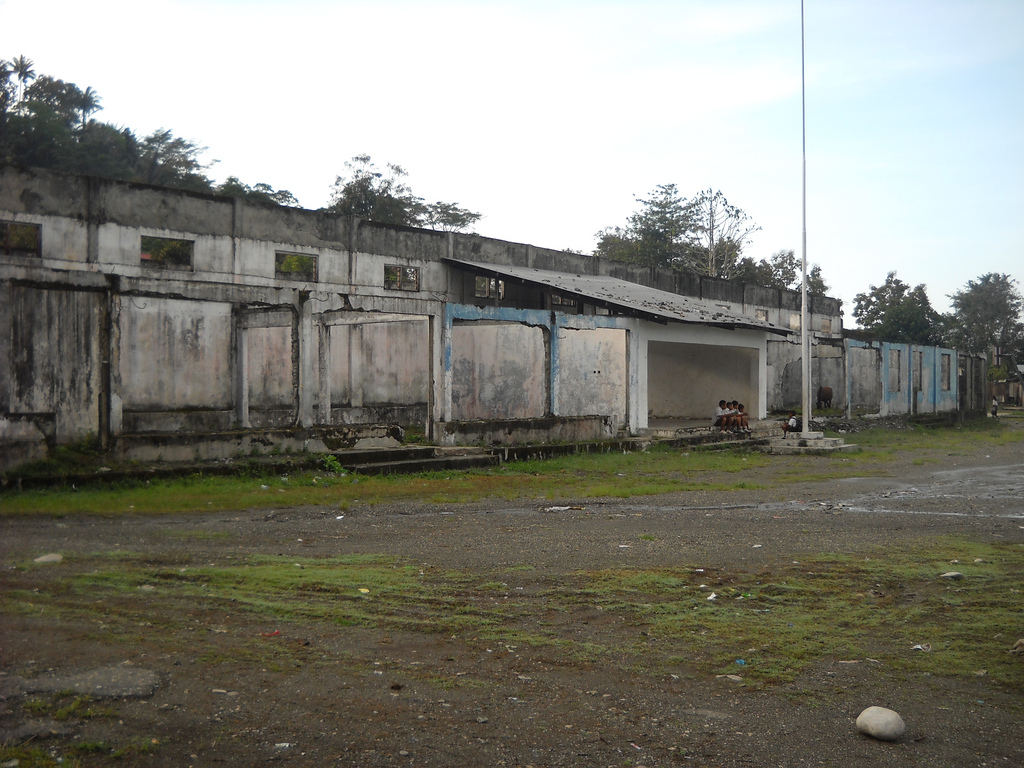
Der alte Markt wurde von den indonesischen Armee zerstört und war 2010 noch nicht wieder aufgebaut

## Politik
Der Administrator wird seit der Kolonialzeit von der Zentralregierung in Dili ernannt.
1910 war Leutnant Francisco Pedro Curado der Militäradministrator in Same.

## Sport
Der Kablaki FC ist ein Sportverein aus Same, der neben Fußball auch Volleyball, Basketball, Motocross und Offroad anbietet.

## Persönlichkeiten
- Jorge Barros Duarte (1912–1995), Geistlicher, Politiker und Schriftsteller
- António Moniz Calau (* 1966), Politiker
- Adérito Hugo da Costa (* 1968), Politiker und Journalist
- Manuel Henrique Noronha (* 1969), Politiker
- Isabel da Costa Ferreira (1974–2023), Politikerin, Juristin und Ehefrau des Staatspräsidenten